# Abyssothauma psilarosis
Abyssothauma psilarosis é uma espécie de gastrópode do gênero Abyssothauma, pertencente a família Raphitomidae.